# جاسم عياش
جاسم أحمد محمد محسن عياش (31 يوليو 1991) لاعب كرة قدم بحريني يلعب حاليا لصالح نادي الدرجة الأولى الحالة البحريني في مركز الوسط الأيمن من 2016.

## الإنجازات

### المحرق
- الدرجة الأولى (1): 2011
- كأس ملك البحرين (3): 2011، 2012، 2016
- كأس الخليج للأندية (1): 2012